# NGC 7198
NGC 7198 é uma galáxia lenticular (S0) localizada na direcção da constelação de Aquarius. Possui uma declinação de -00° 38' 52" e uma ascensão recta de 22 horas, 05 minutos e 14,1 segundos.
A galáxia NGC 7198 foi descoberta em 31 de Julho de 1864 por Albert Marth.